# Giovanni Caccia
Giovanni Caccia, conosciuto come Giovanni da Novara (Novara, fine XIV secolo – Bergamo, 14 settembre 1466), è stato un religioso italiano.

## Biografia
Giovanni Caccia nacque a Novara in una data ritenuta a cavallo tra il Trecento e il Quattrocento, è registrata la sua entrata nell'ordine degli eremitani di Sant'Agostino nel 1422.
Fu mandato a compiere gli studi di teologia a Padova dal supremo generale dell'ordine Agostino Romano. Nel 1431 fu Gerardo da Rimini a nominarlo primo letterato di teologia a Rimini nel convento di San Giovanni Evangelista. Fece poi nuovamente ritorno a Padova per proseguire gli studi e diventare il terzo lettore di teologia. Ottenne poi diverse cariche tra le quali priore del convento agostiniano di San Marco a Milano, incarico che abbandonò nel 1440 per potersi dedicare alla riforma dell'ordine e introdurre l'Osservanza Regolare con Giovanni Rocco de' Porzi, riforma che voleva riportare l'ordine agostiniano alle sue origini con la disciplina, la preghiera e la fratellanza comunitaria.
Nel 1441 fu nominato priore del convento di Crema ma fu poi spostato a Bergamo nel 1443 proprio per seguire la riforma e introdurla nel convento agostiniano della città orobica. 
(Donato Calvi–Delle memorie istoriche della Congregazione Osservante di Lombardia dell'Ordine Eremitano di S. Agostino)
Il capitolo il 10 maggio 1449 tenutosi nell'eremo di Montespecchio vide il Caccia protagonista in qualità di diffinitor religionis, il capitolo si svolse nel luogo che era dal Duecento centro di predicazione dell'ordine agostiniano della diocesi senese: «a fine di stabilir il modo de loro governi, assegnarli conveniente capo, ridurle all'uniformità dell'habito, riti, et cerimonie, et prefiggerli quelle leggi, che sarebbero più opportune, et necessarie giudicate». Il capitolo definì lo status separato della Congregazione lombarda con il convento di Crema con la nomina di Agostino Cazzuli priore. L'incarico di diffinitor religionis fu coperto dal Caccia nei capitoli del 1461, 1462 e 1464, diventando nel 1450 e nel 1457 priore del capitolo di Milano. Fu successivamente nominato priore del convento dell'Incoronata milanese: nel 1454 fu nominato responsabile dei lavori di costruzione dal capitolo di Tortona del e poi la cura spirituale delle monache del nuovo convento femminile di Santa Monica di Crema, e due anni dopo di quello di Crema.
Il Caccia era considerato venerabile già in vita e la sua morte, avvenne nel 1466, probabilmente nel convento di Bergamo dove fu poi inumato.